# 射带镜蛤
射带镜蛤（學名：Dosinia troscheli），或作
牙白镜文蛤（學名：Dosinorbis troscheli），
是帘蛤目帘蛤科的一种。
曾被劃歸镜蛤亚科的镜文蛤属，但現時合併至镜蛤属。
主要分布于中国大陆、台湾西部及澎湖，常栖息在潮间带至潮下带10－30米砂质底。